# Лист (Зилт)
Лист (њем. List) општина је у њемачкој савезној држави Шлезвиг-Холштајн. Једно је од 132 општинска средишта округа Нордфризланд. Према процјени из 2010. у општини је живјело 2.452 становника. Посједује регионалну шифру (AGS) 1054078, NUTS (DEF07) и LOCODE (DE LIS) код. У овом мјесту се налази најсјевернија тачка Њемачке.

## Географски и демографски подаци
Лист се налази у савезној држави Шлезвиг-Холштајн у округу Нордфризланд. Општина се налази на надморској висини од 2 метра. Површина општине износи 18,5 km². У самом мјесту је, према процјени из 2010. године, живјело 2.452 становника. Просјечна густина становништва износи 133 становника/km².

## Међународна сарадња
| Мјесто    | Држава | Врста сарадње | Од    |
| --------- | ------ | ------------- | ----- |
| Скаербаек | Данска | контакт       | 2000. |
| Хојер     | Данска | контакт       | 2000. |
| Извор     |        |               |       |